# عبدالرضاآباد
عبدالرضاآباد روستایی است که در استان اردبیل، شهرستان پارس‌آباد، بخش مرکزی، دهستان ساوالان قرار دارد.دهیار روستا آقای رضا پورجم و اعضای شورای روستا آقایان محمد جاویدزاده، منوچهر فرهادی و سیاوش محمدخانی می باشند.

## جمعیت
بر اساس سرشماری سال ۱۳۸۵ جمعیت این روستا ۸۴۰ نفر با ۱۷۳ خانوار بوده‌است.